# 敌台 (城墙)

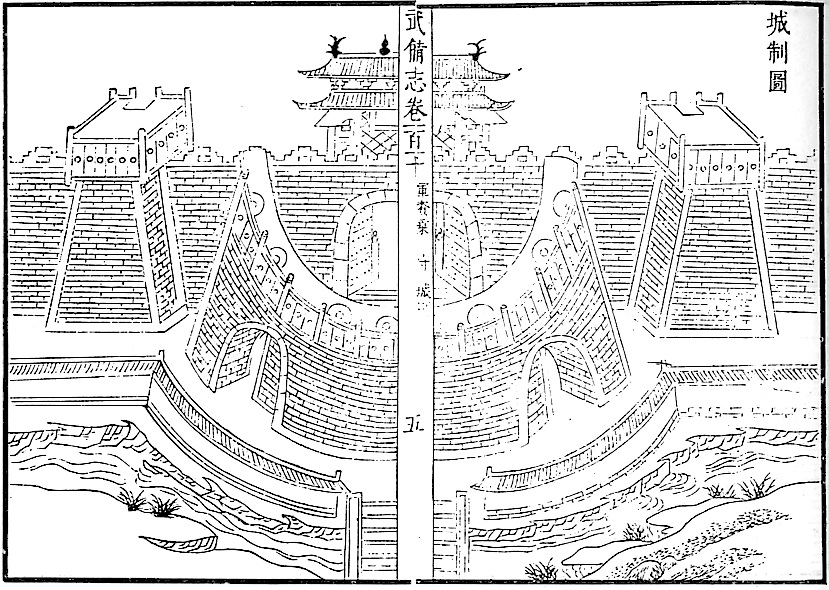
城門的左右兩方各有一座敵臺，兩座敵臺上築有敵樓。

敌台，又稱馬面，是在城牆或城池旁突出的塔式建築，在正面或两面突出城牆外，其主要功能是加强防御與攻擊牆底敵軍，位於城池邊角處的敵臺則叫角臺。敵臺上會增建一種稱作敵樓的棚樓用以增加遮蔽物。
敵臺之功能包括：
- 城墙本身的宽度一般有限。增加了敌台结构后，在同样的高度可以布置更多的士兵和守城器械。
- 敌台正面的凸出部分、以及侧面的开窗，便于从两翼射击攻城人员。沈括在《夢溪筆談》中強調馬面的作用：「予曾親見攻城，若馬面長則可反射城下攻者，兼密則矢石相及，敵人至城下則四面矢石臨之。」[1]
- 其高度便于守望敌情。
- 敌台上的垛口墙、箭窗、射孔等为守城士兵作战提供掩蔽。
- 上部为平台的敌台，可以起到烽火台的作用，用来传递军情。但和烽火台并不等同。烽火台是独立于城墙之外的建筑，专事传递军事信息，而敌台是与城墙相连的。

武備志對敵臺的評價為：「有城無臺亦如無城，臺非其制亦如無臺。」

## 名稱
一城牆若無敵臺時，攻城方可逼近城牆，守軍難以探出頭來觀察與攻擊，敵臺的存在可使守軍能較安全的攻擊城底之敵，使守城方「得以放心肆力敵賊」而得名。

## 分類
敵臺分為實敵臺與虛敵臺，亦稱實臺與虛臺。实敌台下部填实，上部平台四周有垛口墙。虛敵台為空心敌台，以磚石砌三面而空其中，中有兩層以木板為樓，用木梯上下，每層多置空眼以便窺覘與放箭放銃，增加了可以用来防御的人力火力，《武備志》記載築實敵臺不如築虛敵臺。

## 圖集
- 金山岭长城的敌台。
- 西安城墙的敌臺。
- 临海市古城墙上的双层敌台。戚继光所创，始建于明嘉靖年间。
- 騎士堡城牆上的方形與圓形敵臺。
- 阿維拉城牆上的半圓形敵臺。
- 明长城北京延庆大庄科乡段，一处敌台俯瞰图。